# 홍학
홍학(紅鶴) 또는 플라밍고(flamingo)는 홍학목 새들의 총칭이다. 모두 홍학과에 속한다. 키는 대부분 90-150cm, 날개길이는 37-44cm, 꼬리는 15cm 정도이다. 목이 길고 주둥이는 중간쯤에서 급히 아래쪽으로 구부러졌고 발에 물갈퀴가 있다. 물 속을 긴 다리로 오가며 개구리·새우 등을 잡아먹는다. 몸빛깔은 밝은 붉은색에서 엷은 분홍색까지 다양하고, 날개 끝은 검은색이다. 대부분 물벼룩 같은 작은 동물과 조류(藻類) 같은 수생식물을 먹는다. 부리의 가장자리에는 빗살 모양의 여과기가 있어 물 속에서 먹이를 찾을 때 진흙이나 모래를 거를 수 있다. 집단을 이루어 생활하며, 수천 마리가 함께 모이기도 한다. 짝짓기는 1년에 한 번 하며, 둥지는 진흙을 쌓아 올려 만든다. 대부분의 암컷은 둥지 위의 오목한 곳에 한 개의 알을 낳는다. 알은 품은 지 약 30일 만에 부화하며, 알에서 나온 새끼는 약 5일이 지나면 둥지를 떠나 작은 군집을 이룬다. 그러나 새끼는 둥지로 되돌아와서 어미의 소화계에서 만들어지는 액체 상태의 먹이를 받아먹는다. 약 2주가 지나면 새끼는 큰 군집을 이루고 스스로 먹이를 먹기 시작한다. 자연 상태에서의 수명은 약 15-20년이고, 사육 상태에서는 더 오래 산다. 전 세계의 많은 곳에 분포하며, 일생 동안 호수·습지·바닷가에서 산다.

## 하위 종
| 종         | 학명         | 분포   | 분포                                                           |
| ---------- | ------------ | ------ | -------------------------------------------------------------- |
| 큰홍학     | P. roseus    | 구대륙 | 아프리카 일부, 남유럽, 남아시아, 서아시아 (가장 널리 분포)     |
| 꼬마홍학   | P. minor     | 구대륙 | 아프리카(동아프리카 구조대)에서 북서 인도 (가장 개체수가 많음) |
| 칠레홍학   | P. chilensis | 신대륙 | 남아메리카 남부 온대 지방                                      |
| 제임스홍학 | P. jamesi    | 신대륙 | 페루, 칠레, 볼리비아, 아르헨티나의 안데스 고원                 |
| 안데스홍학 | P. andinus   | 신대륙 | 페루, 칠레, 볼리비아, 아르헨티나의 안데스 고원                 |
| 쿠바홍학   | P. ruber     | 신대륙 | 카리브 제도와 갈라파고스 제도                                  |

## 설명
홍학은 보통 한쪽 다리로 서 있으며, 다른 하나는 몸 아래에 있다. 이 행동의 이유는 완전히 알아낸 것이 없다. 한 가지 이론은 한쪽 다리로 서 그 새들이 물에 많이 있다는 것을 감안할 때, 더 많은 체온을 절약할 수 있다는 것이다. 그러나, 행동은 또한 따뜻한 물에서도 똑같이 일어나고, 물에 서있지 않는 다른 조류에게서도 발견되었다. 또 다른 이론에서는 한쪽 다리로 서 서 균형을 잡으면 근육을 만들기 위한 에너지 사용을 줄일 수 있다. 홍학의 뼈에 관한 연구에서는 한 쪽 다리를 들어올리는 것은 어떠한 근육 활동이 필요없다는 것을 보여줬다.
홍학은 유능한 조류이며 잡혀있는 홍학은 종종 탈출을 막기 위해 날개를 자른다. 2005년 캔자스주 위치 동물원에서 날개가 잘리지 않은 아프리카 홍학이 탈출했다. 14년 후 텍사스에서 한 마리가 발견되어 이전의 텍사스 조류 관찰자들이 보았다. 꼬마 홍학은/는 회색 빛이 도는 붉은 깃털로 부화하지만 어른 홍학은 수성 박테리아와 식량 공급에서 얻은 베타 카로틴으로 인해 밝은 분홍색에서 빨간색까지 다양하다. 건강한 홍학은 더욱 생생한 색을 띠므로 더 바람직한 짝이 된다. 그러나 흰색과 창백한 색의 홍학은 일반적으로 건강이 안좋거나 영양실조다. 잡힌 홍학은 주목할만한 예외다. 야생과 비슷한 수준의 카로틴을 섭취하지 않으면 옅은 분홍색으로 변할 수 있다. 큰 홍학은 다른 홍학 종류에 비해 가장 키가 크다. 기본적으로 1.2~1.4m이고 무게는 최대 3.5kg이다. 꼬마 홍학의 키는 0.8m이고 무게는 2.5kg이다. 홍학의 날개 길이는 94cm에서 150cm까지 자랄 수 있다

## 계통 분류
2020년 쿨(Kuhl) 등의 연구에 의한 조류의 계통 분류이다.
| 닭기러기류 | \| \| 닭목 \| \| \| \| \| \| 기러기목 \| \| \| \| |
|            | \| \| 닭목 \| \| \| \| \| \| 기러기목 \| \| \| \| |
|            | 신조류                                            |
|            |                                                   |
|            | 닭목                                              |
|            |                                                   |
|            | 기러기목                                          |
|            |                                                   |

|  | 닭목     |
|  |          |
|  | 기러기목 |
|  |          |

| 닭기러기류 | \| \| 닭목 \| \| \| \| \| \| 기러기목 \| \| \| \| |
|            | \| \| 닭목 \| \| \| \| \| \| 기러기목 \| \| \| \| |
|            | 신조류                                            |
|            |                                                   |
|            | 닭목                                              |
|            |                                                   |
|            | 기러기목                                          |
|            |                                                   |

|  | 닭목     |
|  |          |
|  | 기러기목 |
|  |          |

## 같이 보기
- 고니
- 새
- 홍학과
- 제비
- 조류
- 신악류
- 고악류
- 닭기러기류
- 기러기
- 닭목
- 기러기목
- 신조류
- 닭